# Kim Jongha
Kim Jongha (hangul: 김영하, handzsa: 金英夏, RR: Kim Yeong-ha; népszerű átírással: Kim Young-ha; 1968. november 11.–) dél-koreai író, legismertebb munkája az angolul I Have a Right to Destroy Myself címen megjelent regénye. Kim műfordítással is foglalkozik, lefordította például F. Scott Fitzgerald A nagy Gatsbyjét.

## Élete és pályafutása
Hvacshon (Hwacheon)ban született Kangvon tartományban, édesapja katona volt, ezért sokat költözködtek. 10 éves kora előttről nem nagyon vannak emlékei, egy baleset során szénfüstöt lélegzett be, ami emlékezetvesztést okozott. Nagyon szeretett olvasni, kedvencei közé tartozott Arthur Conan Doyle, Agatha Christie, Jules Verne, Milan Kundera és Franz Kafka. 15 éves korában írta első novelláját. A Jonsze (Yonsei) Egyetemen tanult üzletvitelt.
Első regénye, az 1996-ban megjelent Nanun narul phagöhal kvolliga ittda (Naneun nareul pagoehal gwolliga ittda) (나는 나를 파괴할 권리가 있다; I Have a Right to Destroy Myself) rögtön sikert aratott, elnyerte a Munhaktongne (Munhakdongne)-díjat. A regényt 2003-ban filmre adaptálták My Right to Ravage Myself címmel. 2004-ben két novelláját adaptálták vászonra, a The Scarlet Heart című filmben. Ugyanebben az évben Dél-Korea három legrangosabb irodalmi díját is elnyerte. Khüdzsusjo (Kwijeusyo) (퀴즈쇼, Quiz Show, 2007) című regényéből musical készült. 2014-ben Oppaga toravattda (오빠가 돌아왔다, Oppaga dorawattda) című novellájából készült a Total Messed Family című film. 2017-ben A Murderer's Guide to Memorization című regényéből készült mozifilm.
Kim a Koreai Nemzeti Művészeti Egyetem drámaiskolájának volt a professzora és rádióműsort is vezetett.

## Művei

### Regényei
- Nanun narul phagöhal kvolliga ittda (나는 나를 파괴할 권리가 있다, Naneun nareul pagoehal gwolliga ittda) (1996; angol címe: I Have a Right to Destroy Myself) ISBN 978-89-8281-967-4
- Arangun ve (아랑은 왜, Arangeun wae) (2001) ISBN 978-89-320-1230-8
- Kkomun kkot (검은 꽃, Geomeun kkot) (2003; angol címén: Black Flower) ISBN 978-89-8281-714-4
- Picshi cseguk (빛의 제국, Bichui jeguk) (2006; angol címén: Your Republic Is Calling You) ISBN 978-89-546-0191-7
- Khüdzsusjo (퀴즈쇼, Kwijeusyo) (2007; angol címén: Quiz Show) ISBN 978-89-546-0417-8
- Noi mokszoriga tulljo (너의 목소리가 들려, Neoui moksoriga deullyeo) (2012) ISBN 978-89-546-0417-8
- Szarindzsai kiokpop (살인자의 기억법, Sarinjaeui gieokbeop) (2013) ISBN 9788954622035

### Novellái és novelláskötetei
- Koure tehan mjongszang (거울에 대한 명상, Geoure dehan myeongsang) (1995)
- Hocshul (호출, Hochul) (1997)
- Huphjolkü (흡혈귀, Heuphyeolgwi) (1998)
- Tangsini namu (당신의 나무, Dangsinui namu) (1999)
- Ellibithoe kkin ku namdzsanun ottokhe tveonna (엘리베이터에 낀 그 남자는 어떻게 되었나, Ellibiteoe kkin geu namjaneun eotteoke dweeonna) (1999)
- Szadzsingvan szarin szagon (사진관 살인 사건, Sajingwan sarin sageon) (2001; angol címén: Photo Shop Murder)
- Phiröcshim (피뢰침, Piroechim) (2003)
- Isza (이사, Isa) (2003)
- Oppaga toravattda (오빠가 돌아왔다, Oppaga dorawattda) (2004; angol címén: Brother Has Returned)
- Aiszukhurim (아이스크림, Aiseukeurim) (2006)
- Muszun irun ironannundzsinun amudo (무슨 일이 일어났는지는 아무도, Museun iri ireonanneunjineun amudo) (2010)
- Okszuszuva na (옥수수와 나, Oksusuwa na) (2012)

## Magyarul
- Kim Jongha–Szűts Zoltán: Új trend a koreai irodalomban; Koreai Kulturális Központ, Bp., 2016

## Díjai és elismerései
- Munhaktongne (Munhakdongne) Új író díj (1996), I Have the Right to Destroy Myself
- Kortárs Irodalmi Díj (1999)
- I Szan (Lee San) Irodalmi Díj (2004), The Brother is Back
- Hvang Szunvon (Hwang Sun-won) Irodalmi Díj (2004), Treasure Ship
- Tong-in (Dong-in) Irodalmi Díj (2004), Black Flower
- Manhe (Manhae) Irodalmi Díj (2007), Your Republic is Calling You
- I Szang (Yi Sang) Irodalmi Díj (2012), "The Corn and I"
- A Awards (2013)[9]